# William Bennett
William Bennett (født 1936 i London, død 11. maj 2022) var en britisk fløjtenist, som har spillet med de fleste større britiske orkestre, London Symphony Orchestra, English Chamber Orchestra og Academy of St Martin-in-the-Fields, og var en regelmæssig gæsteartist i Melos Ensemble. Han har også en karriere som solist. Han udviklede et instrument kaldet 'flauto di bassetto', som udvider fløjtens ambitus i dybden med en lille terts. En af hans indspilninger, Mozarts Concerto K 218, udnytter dette. I slutningen af 1960'erne hjalp hans arbejde med akustik, i samarbejde med andre britiske fløjtenister og den britiske fløjtemager Albert Cooper, med at forbedre intonationen på den moderne fløjte. Den deraf følgende stemningsmetode kaldes almindeligvis Bennett-Cooper-skalaen. Han blev tildelt en udmærkelse af National Flute Association i 2002 og blev udpeget til Order of the British Empire af dronningen i 1995.
Han underviste i fløjte på Royal Academy of Music og havde stor indflydelse på fløjtemageren Altus.